# カトリーヌ・スパーク
カトリーヌ・スパーク（Catherine Spaak、1945年4月3日 - 2022年4月17日）は、フランス出身の女優、歌手。
1960年代の活躍が目覚ましいタレントで、主にイタリアで活動した。

## 来歴
パリ近郊ブローニュ＝ビヤンクール生まれ。イタリアやフランスを拠点に、1960年代初頭から後半を全盛期として活躍した。
父親のシャルル・スパークや祖父は脚本家で、母親と妹は女優だった。 しかし一族はベルギーでは芸能の世界より、名門の政治家一族として圧倒的に有名であり、祖母はベルギー初の女性上院議員として知られ、首相経験者に至っては2名も輩出している程である。特にその中で最も重要な人物は、ベルギーの首相を3度務めた伯父のポール＝アンリ・スパークである。
祖国ベルギーで端役デビューしてからイタリアに渡りスターとなり、日本に於いては『太陽の下の18歳』でのスラリとした肢体（身長175cm）の華々しさから脚光を浴び、1965年（昭和40年）3月に来日するなどジャクリーヌ・ササールに代わって高い人気を得る。その後は多くのフランス映画やハリウッド映画に進出。しかし1970年代初頭より、かつての勢いは衰え、B級映画や低予算スリラーといった作品へと様相が変化した。

## ギャラリー

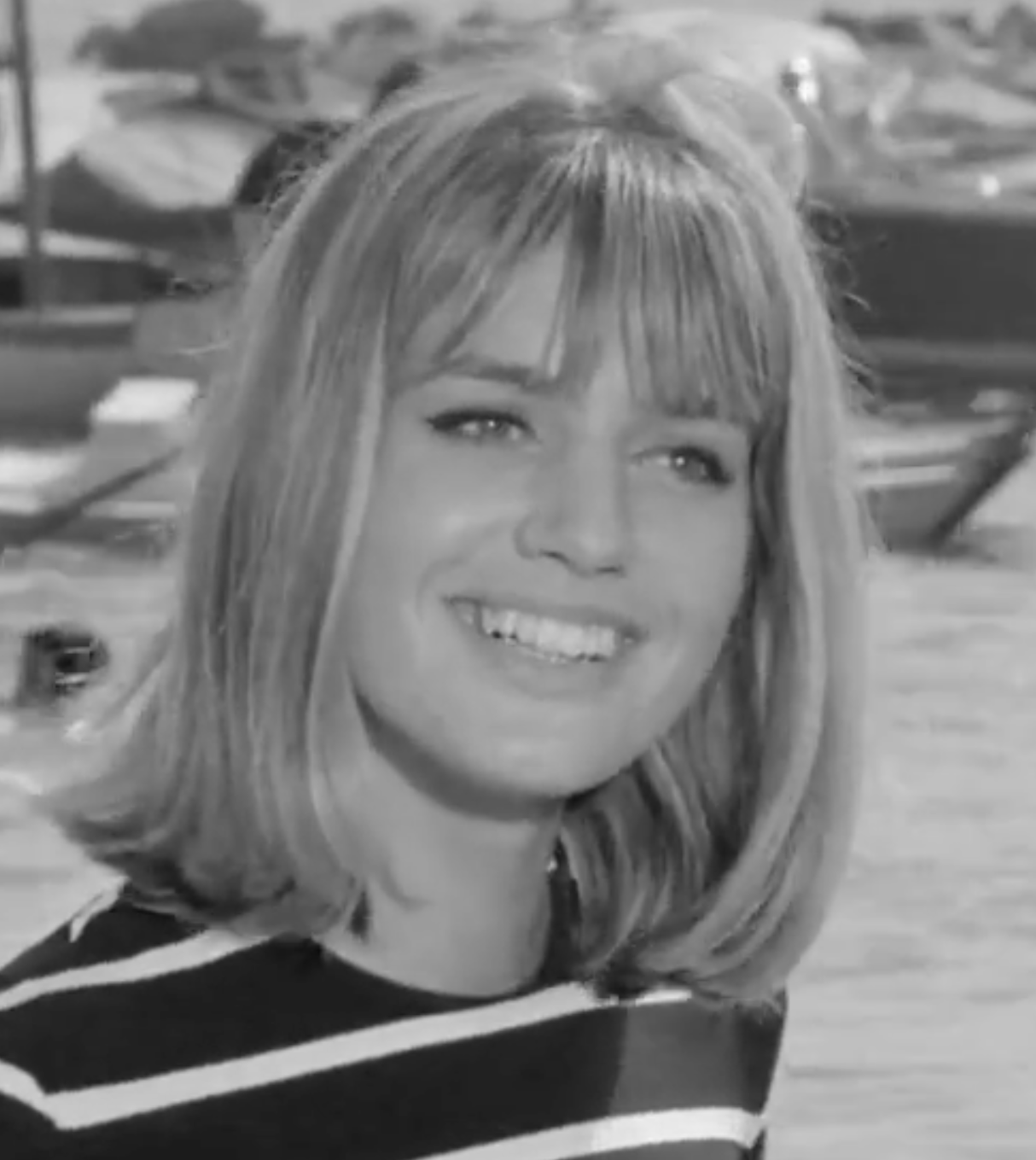
『追い越し野郎』（1962年）
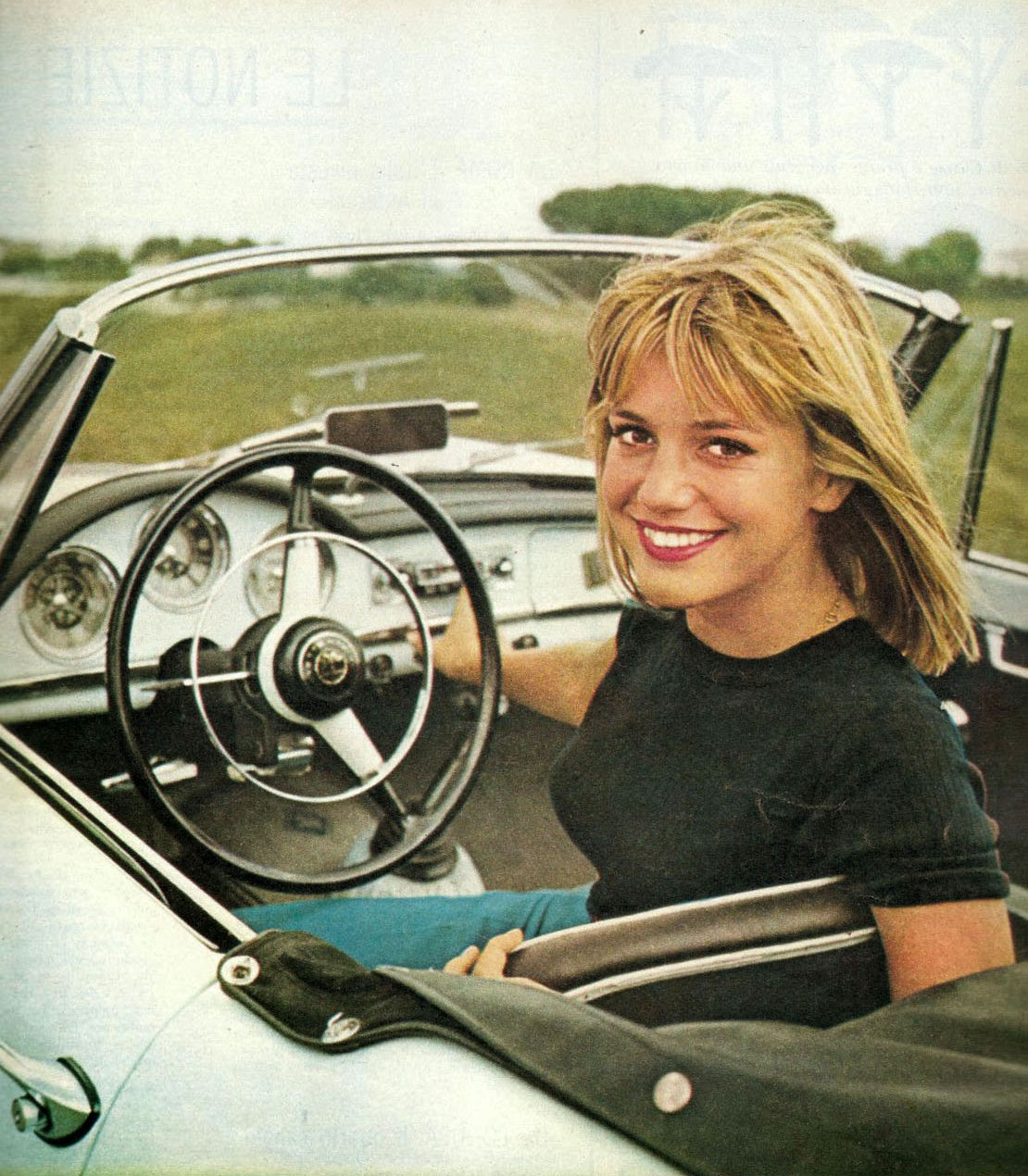
1962年
1963年
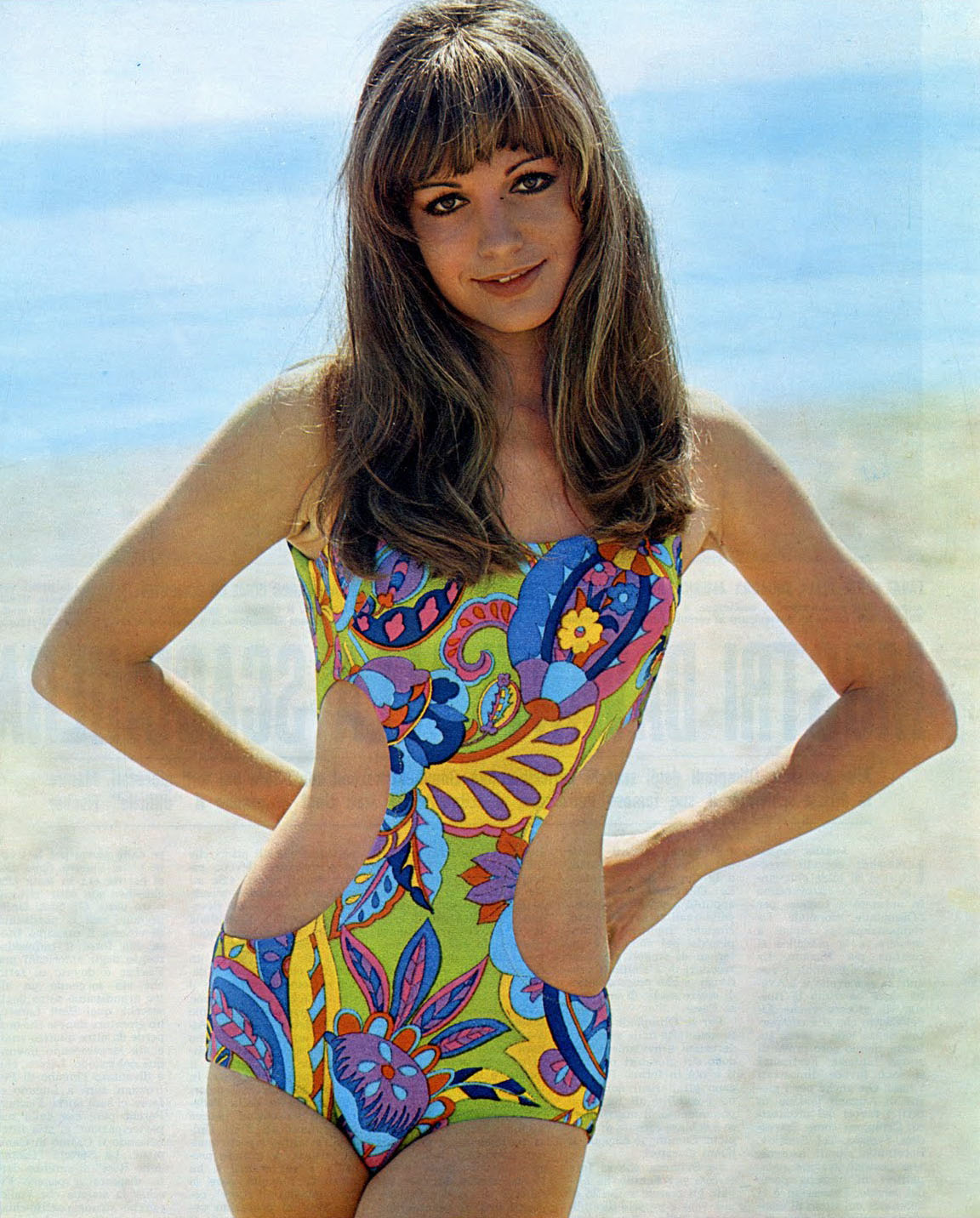
1968年
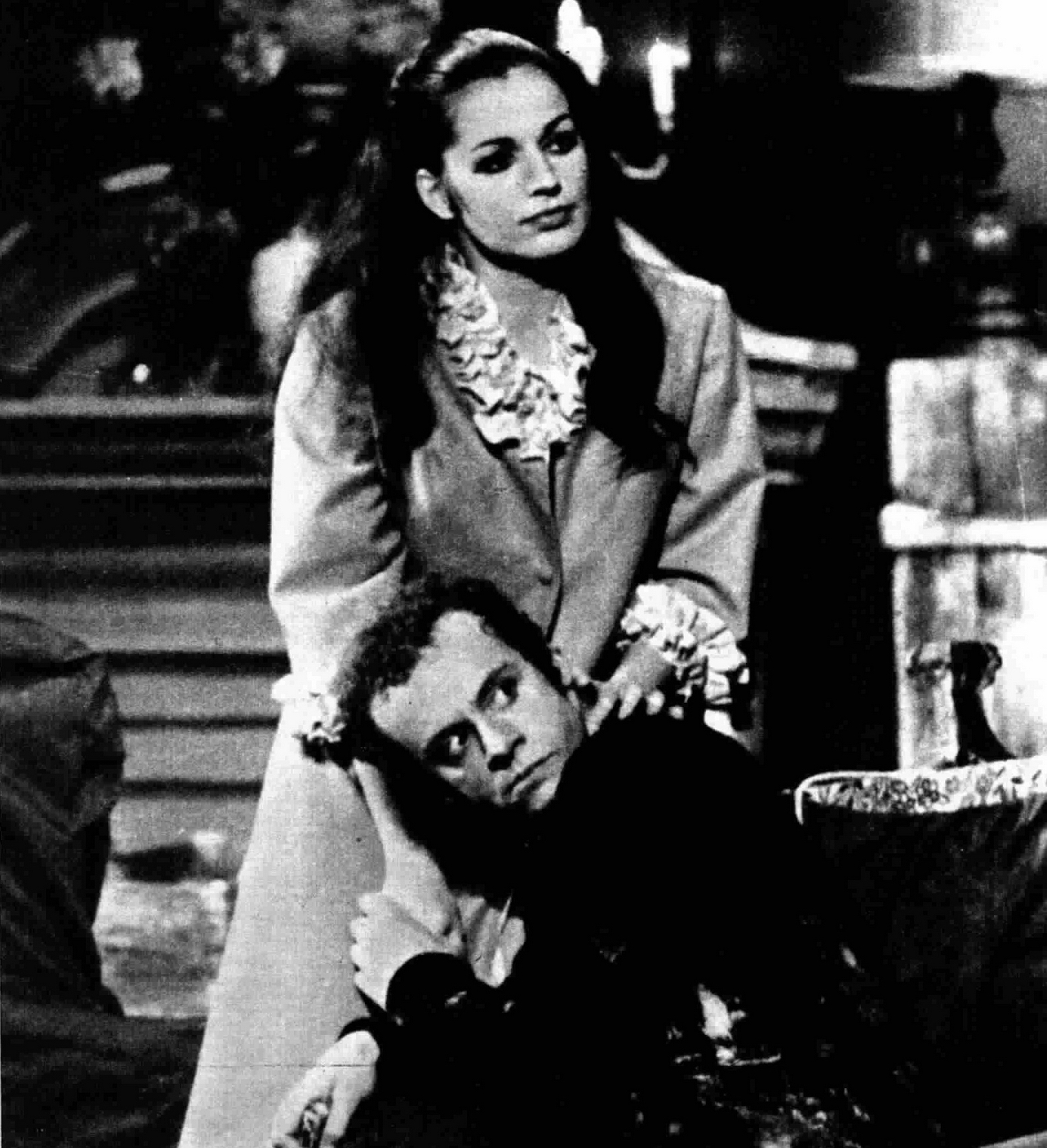
1972年
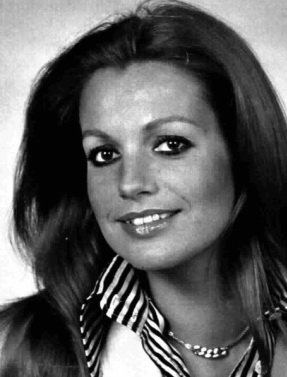
1975年

## 主な出演作品
| 公開年 | 邦題 原題                                                  | 役名                           | 備考                              |
| ------ | ---------------------------------------------------------- | ------------------------------ | --------------------------------- |
| 1960   | 穴 Le Trou                                                 | ニコル                         | クレジットなし                    |
| 1960   | 十七歳よさようなら Dolci inganni                           | フランチェスカ                 |                                   |
| 1962   | 太陽の下の18歳 Diciottenni al sole                         | ニコル                         |                                   |
| 1962   | 狂ったバカンス La Voglia matta                             | フランチェスカ                 |                                   |
| 1962   | 追い越し野郎 Il sorpasso                                   | リリー                         |                                   |
| 1963   | 禁じられた抱擁 La Noia                                     | セシリア                       |                                   |
| 1964   | 恋のなぎさ La calda vita                                   | セルジア                       |                                   |
| 1964   | 愛してご免なさい Tre notti d'amore                         |                                |                                   |
| 1964   | 輪舞 La Ronde                                              |                                |                                   |
| 1964   | ダンケルク Week-end à Zuydcoote                            | ジャンヌ                       |                                   |
| 1967   | ホテル Hotel                                               | ジャンヌ・ロシュフォール       |                                   |
| 1968   | 夜は盗みのために La notte è fatta per... rubare            | ヴァランティーヌ               |                                   |
| 1968   | 女性上位時代 La Matriarca                                  | ミミ                           |                                   |
| 1969   | 痴情の森 Una ragazza piuttosto complicata                  | クラウディア                   |                                   |
| 1969   | 火曜日ならベルギーよ If It's Tuesday, This Must Be Belgium | 写真撮影のためにポーズする女性 |                                   |
| 1971   | わたしは目撃者 The Cat o' Nine Tails                       | アンナ                         |                                   |
| 1972   | タフガイ・殺人ボクサー Un Uomo Dalla Pelle Dura            | ニックの娘                     |                                   |
| 1972   | 殺人代理人 Un meurtre est un meurtre                       | フランソワ                     |                                   |
| 1973   | ア・クロイスタード・ナン Storia di una monaca di clausura  | シスター・エリザベッタ         |                                   |
| 1975   | ワイルドトレイル Take a Hard Ride                          | キャサリン                     |                                   |
| 1981   | 欲望の中の女 Miele di donna                                |                                |                                   |
| 1984   | クラレッタ・ペタッチの伝説 Claretta                        | ロベルタ                       |                                   |
| 2011   | ローマ警察殺人課アウレリオ・ゼン 3つの事件 Zen             | ママ                           | テレビシリーズ、3エピソードに出演 |

## ディスコグラフィ
- CATHERINE SPAAK - Ricordi MRL-6034（1963）
- NOI SIAMO I GIOVANI - Ricordi MRL-6043（1964）